# Kannawoniwasein! Manchmal muss man einfach verduften
Kannawoniwasein! Manchmal muss man einfach verduften ist ein Kinderbuch des deutschen Schriftstellers Martin Muser. Das Buch erschien am 31. Mai 2018 im Carlsen Verlag in Hamburg und ist Musers erste Kinderbuchveröffentlichung.
Der Titel „Kannawoniwasein“ bedeutet im Berliner Dialekt so viel wie „das kann ja wohl nicht wahr sein“.

## Handlung

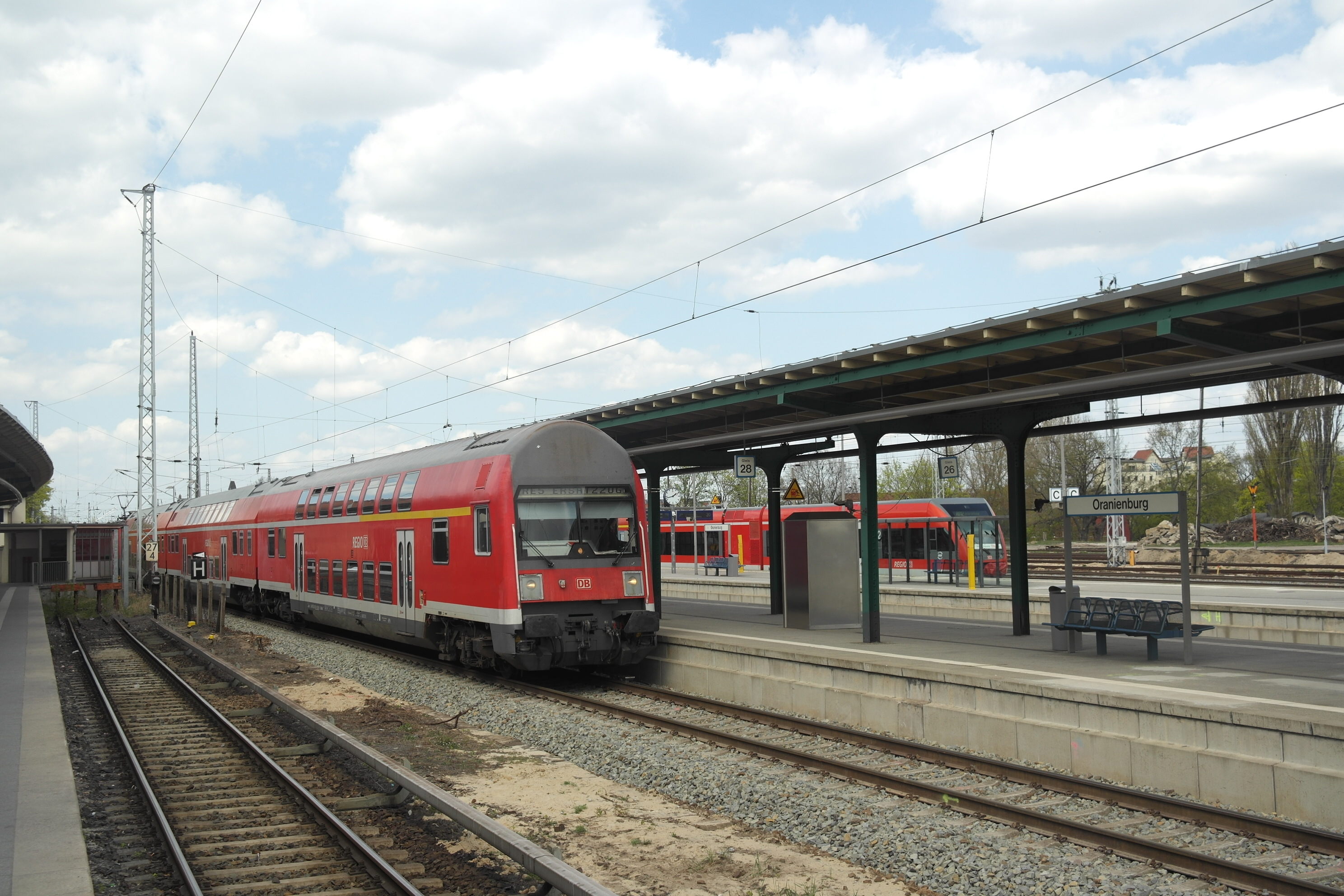
Der Bahnhof Oranienburg, an dem Finn im Buch den Zug verlassen muss.

Finn lebt mit seinem Vater in Neustrelitz, seine Mutter wohnt mit ihrem neuen Freund in Berlin. Kurz vor seinem zehnten Geburtstag muss Finn das erste Mal mit dem Zug alleine zu seiner Mutter reisen, da sein Vater beruflich verhindert ist. Im Zug begegnet er einem zwielichtig wirkenden jungen Mann, der sich zu ihm ins Abteil setzt. Der Mann steigt etwas später wieder aus dem Zug aus und Finn bemerkt kurz darauf, dass er ihm seinen Rucksack samt Geldbeutel, Handy und Fahrkarte gestohlen hat. Der Schaffner, der Finn kurz darauf kontrolliert, wirft ihn trotz Protesten der anderen Fahrgäste am Bahnhof Oranienburg aus dem Zug und übergibt ihn der Polizei. Als die Beamten Finn auf das Revier fahren wollen, werden sie in einen Unfall verwickelt. An einer roten Ampel wird der Streifenwagen von einem Lieferwagen angefahren.
Die zehnjährige Jola, die Beifahrerin des Lieferwagens, kann Finn im Durcheinander des Unfalls davon überzeugen, dass es am besten wäre, wenn die beiden sich alleine nach Berlin durchschlagen. Auf ihrer Flucht vor der Polizei gelingt es ihnen, einen alten Belarus-Traktor zu starten. Mit diesem fahren sie los, bis es Nacht wird und sie zum Übernachten einen Hochsitz aufsuchen. Bei der Weiterfahrt am nächsten Tag geht ihnen der Treibstoff aus. Zwar gelingt es ihnen, neuen Diesel zu organisieren, jedoch wurde inzwischen der Traktor von der Polizei beschlagnahmt. Per Anhalter reisen Finn und Jola weiter.
Ihr Fahrer will die Kinder zum nächsten Bahnhof bringen. Unterwegs entdeckt Finn jedoch durch Zufall eine Tischlerei, die denselben Namen hat, den der Dieb im Zug als Aufdruck auf seinem T-Shirt trug. Finn und Jola bringen den Namen des jungen Mannes in Erfahrung und entdecken ihn im Kreise einer Motorradgang in einer Kneipe. Durch eine List gelingt es ihnen, Finns Rucksack zurückzubekommen. Da sie dabei versehentlich auch die Kutte des Clubpräsidenten mitnehmen, werden sie nun von den Motorradfahrern verfolgt. Schließlich gelingt es Finn und Jola, die Situation aufzulösen. Sie werden von der Motorradgang, die das Handeln des Diebes entschieden verurteilen, als Wiedergutmachung nach Berlin gebracht, wo sie von ihren bereits wartenden Eltern in Empfang genommen werden.

## Rezeption

### Auszeichnungen
Das Manuskript des Buches wurde unter dem Arbeitstitel Kannawoniwasein – Finn und Jola machen Sachen bereits im Jahr 2016, also deutlich vor dem Erscheinungstermin, auf die Empfehlungsliste für den Oldenburger Kinder- und Jugendbuchpreis aufgenommen. Der Deutschlandfunk führte Kannawoniwasein in der Liste der besten 7 Bücher für junge Leser im August 2018. Im August 2018 wurde das Buch von der Zeit und Radio Bremen mit dem Kinder- und Jugendliteraturpreis „Luchs des Monats“ ausgezeichnet. Das Hörbuch, welches von Stefan Kaminski eingelesen wurde, konnte sich auf der hr2-Hörbuchbestenliste im August 2018 auf Rang 1 in der Sparte „Kinder- und Jugendhörbücher des Monats“ platzieren.
Im Rahmen der hr2-Hörgala im Februar 2019 wurde das Hörbuch zu Kannawoniwasein! Manchmal muss man einfach verduften mit dem Hörbuchpreis der Stadt Wiesbaden für das beste Kinder- und Jugendhörbuch 2018 ausgezeichnet.

### Kritiken
Kannawoniwasein! Manchmal muss man einfach verduften wurde von Kritikern und Rezensenten durchgehend positiv aufgenommen. Die Stiftung Lesen zieht Parallelen zu Erich Kästners Emil und die Detektive und Wolfgang Herrndorfs Tschick und beurteilt das Buch als „wunderbar durchgeknallte[s] Freundschafts-Reise-Abenteuer“, das „gekonnt mit literarischen Vorbildern […] jongliert“. Christian Staas bescheinigt Muser in der Zeit „untrügliches Gespür dafür, wie Kinder in die Welt blicken“. Das Buch habe auf der einen Seite „Momente von hinreißender Komik“, aber trotzdem genügend Tiefgang. Staas betont lobend die „lässig beiläufige Art“ des Romans, welche die Geschichte „welthaltiger als so manch schwergewichtige[n] Problemroman für junge Leser werden lässt.“ Das Kulturradio nahm Kannawoniwasein auf seine Empfehlungsliste „Bücher für den Sommer 2018“ auf und wertete es als „bilderreiche[n] Sommer-Roadtrip von Oranienburg nach Berlin – so schnoddrig wie sein Titel“.
Der Borromäusverein würdigt in der Rezension des Hörbuchs sowohl die Geschichte Musers, als auch die Lesung Kaminskis. Kannawoniwasein sei „eine wunderbare Freundschaftsgeschichte“ mit „tolle[n] Figuren“. Muser wird ein untrügliches „Gespür für Situationskomik“ bescheinigt, der Sprecher Stefan Kaminski wird als „Stimmwunder“ bezeichnet. Der Verein zieht das Fazit: „Ein echtes Hörglück für alle. Natürlich auch aufgrund der genialen Vorlage von Martin Muser“. Das Bücherkarussell, ein Verein zur Leseförderung und Literaturberatung, bewertet ebenfalls sowohl die Geschichte als „grandios, witzig und tiefgründig“, als auch Kaminskis Sprecherleistung als „einfach großartig“ und fällt das Urteil, Kannawoniwasein sei „[e]infach großartig, einfach empfehlenswert“.

## Fortsetzung
Bereits kurz nach Erscheinen von Kannawoniwasein wurde bekannt, dass Muser an einer Fortsetzung des Buches arbeitet. Kannawoniwasein! Manchmal fliegt einem alles um die Ohren erschien im Juni 2019. Darin fahren die Hauptfiguren Finn und Jola im Sommer zu Jolas Großeltern nach Polen in das Dorf Cedynia an der Oder. Der dritte Band Kannawoniwasein! Manchmal kriegt man einfach die Krise erschien im Juni 2020. In diesem Teil besucht Jola Finn in Berlin. Sie besichtigen unter anderem das neue alte Stadtschloss, suchen den verlorenen Schatz von Finns alter Nachbarin Frau Buchborn und nehmen heimlich an einem Open Air Rave teil. Agnes Sonntag urteilte im Spiegel: „Es ist nicht selbstverständlich, dass man beim dritten Band noch das Niveau der ersten beiden hält. Auch dieser ist wieder kurzweilig und einfallsreich geworden.“

## Ausgaben
Druckausgabe
- Kannawoniwasein! Manchmal muss man einfach verduften. Carlsen Verlag, Hamburg 2018, ISBN 978-3-551-55375-1.

E-Book
- Kannawoniwasein! Manchmal muss man einfach verduften. Carlsen Verlag, Hamburg 2018, ISBN 978-3-646-92976-8 (ePub & Kindle-Edition)

Hörbuch
- Kannawoniwasein! Manchmal muss man einfach verduften. (Sprecher: Stefan Kaminski) Hörbuch Hamburg / Silberfisch, Hamburg 2018, ISBN 978-3-86742-376-2.

Hörspiel
- Kannawoniwasein. 2019, 2 Teile, ca. 100 min[15]

Film
- Kannawoniwasein! 2023, 88 min.[16] Wurde auf dem Zlín Film Festival[17] 2023 als bester Kinderfilm ausgezeichnet. „Prädikat besonders wertvoll“ der deutschen Film- und Medienbewertung.